# Endiandra sumatrana
Endiandra sumatrana är en lagerväxtart som beskrevs av Friedrich Anton Wilhelm Miquel. Endiandra sumatrana ingår i släktet Endiandra och familjen lagerväxter. Inga underarter finns listade i Catalogue of Life.